# Episyrphus trisectus
Episyrphus trisectus är en tvåvingeart som först beskrevs av Friedrich Hermann Loew 1858.  Episyrphus trisectus ingår i släktet flyttblomflugor, och familjen blomflugor. Inga underarter finns listade i Catalogue of Life.